# Benedicti Tóbiás
Benedicti Tóbiás (? – Bajmóc, 1641. február 2.) evangélikus lelkész.

## Élete
Tanár volt 1619-ben a rózsahegyi gimnáziumban, 1624-ben pedig Tarnócon. 1622-ben bánóci, majd 137-től liptószentmiklósi lelkész és tanár volt; innét 1638-ban Bajmócra ment, ahol a préposti címet is viselte. Meghalt, mint az utolsó evangélikus pap, miután Pálffy Pál gróf átvevén a Thurzók birtokát, katolikus papot hozott be Bajmócra.

## Munkái
- Oratio in obitum Stephani Osztrosith de Ghylesinecz. Trenchinii, 1640.